# Günter Naumann
Günter Naumann (* 17. November 1925 in Chemnitz; † 6. November 2009 in Berlin-Köpenick) war ein deutscher Schauspieler.

## Leben

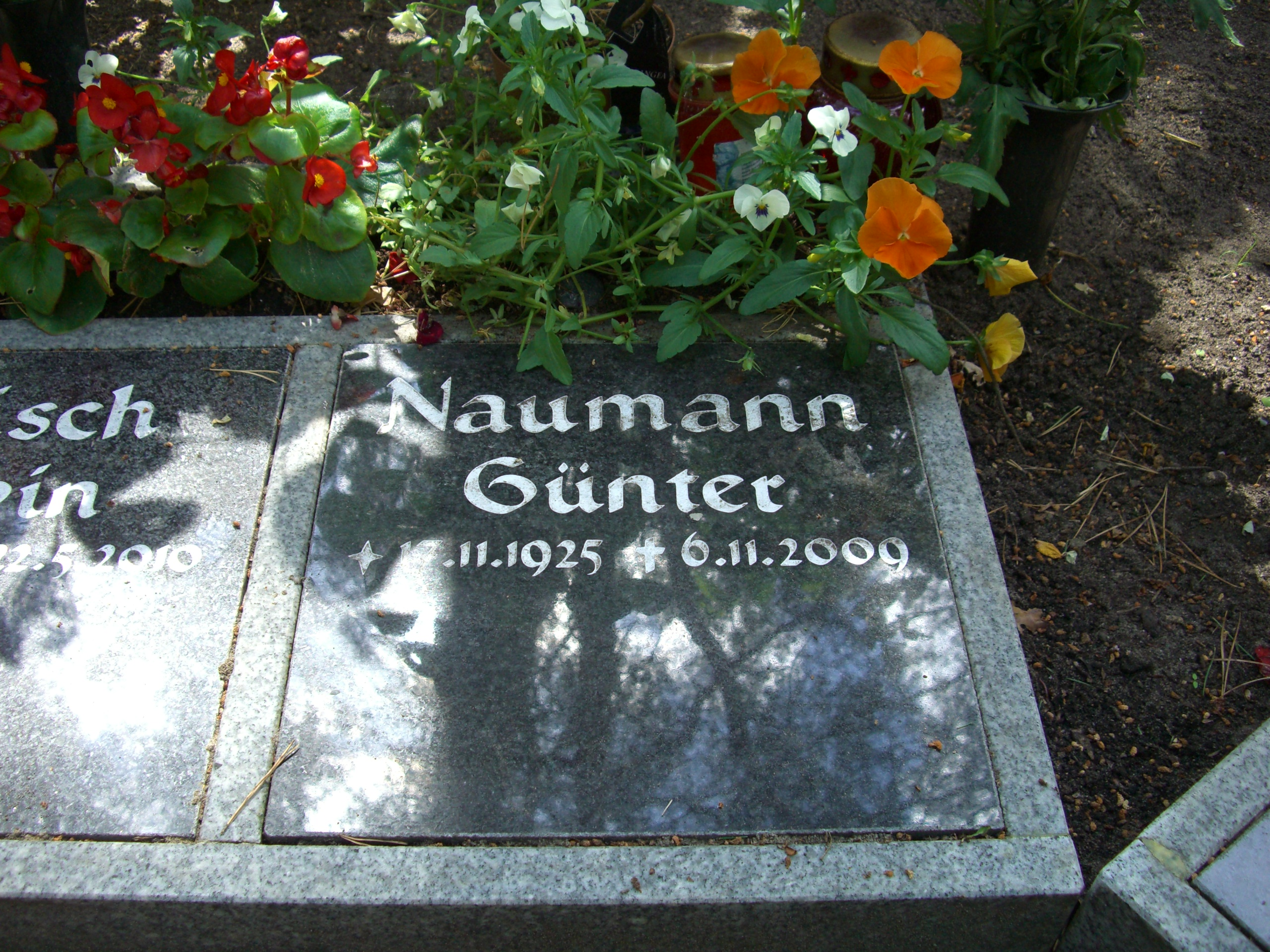
Grabstätte von Günter Naumann auf dem Waldkirchhof Mahlsdorf, 2012

Nach dem Abschluss einer Ausbildung zum Betonbauer begann Naumann ein Architekturstudium, das er aufgrund der Einberufung zur Wehrmacht nicht beenden konnte. Zum Ende des Zweiten Weltkrieges geriet Naumann in Kriegsgefangenschaft. Nach deren Ende beschäftigte er sich mit Malerei. 1950 begann er in Leipzig ein Schauspielstudium und erhielt nach dessen Beendigung 1953 sein erstes Engagement an den städtischen Bühnen seiner Heimatstadt. 1957 wechselte er an das Berliner Ensemble. Hier spielte er in zahlreichen Inszenierungen bedeutende Rollen und entwickelte sich zum gefragten Charakterdarsteller. Kurze Zeit später gab er sein Debüt als Filmschauspieler der DEFA. So war er unter anderem in Frank Beyers Antikriegsfilm Fünf Patronenhülsen in der Rolle des Bulgaren Dimitri Pandorow zu sehen.
Im Jahr 1970 wechselte Naumann vom Theaterfach zum Fernsehen und gehörte zum Schauspielerensemble des Fernsehens der DDR. Hier stellte er ebenfalls wichtige Charaktere dar, so als Chief in der beliebten Serie Zur See (1977), als Esteban Ahimundo y Abreojos in Die arge Legende vom gerissenen Galgenstrick (1977), als Neidhardt von Gneisenau in Scharnhorst (1978) oder als Kapitän Werner Steinitz in der Serie Treffpunkt Flughafen (1985). Im Jahr 1981 verkörperte er den berühmten Mediziner Robert Koch in der Arztserie Berühmte Ärzte der Charité über die Anfänge der Berliner Charité. Durch die präzise Darstellung unterschiedlichster Charaktere war Naumann einer der meistbeschäftigten und vielseitigsten Darsteller des Fernsehens. Mehrmals übernahm er in den Kriminalfilmreihen Polizeiruf 110 und Der Staatsanwalt hat das Wort wichtige Rollen als Täter oder Zeuge. 1977 wurde Naumann mit dem Kunstpreis der DDR und 1982 mit dem Nationalpreis der DDR geehrt.
Ende der 1980er-Jahre wechselte er selbst in die Rolle des Ermittlers. Im Polizeiruf 110 übernahm er die Rolle des Hauptmann (ab 1990 Hauptkommissar) Beck, der in bedeutenden Fällen der Krimireihe ermittelte, so unter anderem in Der Kreuzworträtselfall und Mit dem Anruf kommt der Tod, die beide auf wahren Fällen beruhen. Er ermittelte außerdem im Film Das Duell, in dem die Ereignisse der friedlichen Revolution aus Sicht der gewandelten DDR aufgearbeitet wurden. Die Rolle des Kriminalhauptkommissar Beck blieb auch nach dem Ende des Deutschen Fernsehfunks erhalten; Naumann spielte im ersten Polizeiruf der ARD, nachdem 1993 beschlossen wurde, die Reihe fortzuführen. Bis 1997 ermittelte Beck im Sendegebiet des Mitteldeutschen Rundfunks (Sachsen, Thüringen und Sachsen-Anhalt). Nach einer Pause aus gesundheitlichen Gründen im Jahr 1996 kehrte Hauptkommissar Beck für einen letzten Fall zurück (Der Tausch, Regie: Andreas Dresen) und wurde danach zugunsten des neuen Teams Schmücke und Schneider unfreiwillig in den Ruhestand versetzt.
Auch im wiedervereinigten Deutschland war Naumann ein gefragter Schauspieler; im Kino, aber vor allem im Fernsehen. Auf der Kinoleinwand spielte er 1999 unter der Regie von Rolf Losansky an der Seite von Walfriede Schmitt das Elternpaar im Märchenfilm Hans im Glück und im Jahr 2007 in dem Coming-of-Age-Film Meer is nich die Rolle des Apel. Im Fernsehen übernahm er Rollen unter anderem in Serien wie Marienhof, Der Landarzt, Wolffs Revier, In aller Freundschaft und in Filmen wie Nikolaikirche oder Das Schloß meines Vaters. In den letzten Jahren beklagte sich Naumann allerdings über mangelnde Angebote. Seinen letzten Auftritt als Schauspieler hatte er in der Serie SOKO Leipzig, in der er nochmals einen Kommissar spielte, der an seine Rolle im Polizeiruf angelehnt war. Insgesamt wirkte er in seiner rund fünf Jahrzehnte lang andauernden Karriere als Schauspieler vor der Kamera in über 110 Film-und-Fernsehproduktionen mit.
Günter Naumann starb 2009 im Alter von 83 Jahren in einem Krankenhaus in Berlin-Köpenick nach einem Nierenversagen. Er hinterließ seine Ehefrau Christa, mit der er seit Oktober 1949 verheiratet war, sowie einen Sohn und eine Tochter. Sein Grab (Lage: U III-19) befindet sich auf dem Waldkirchhof Mahlsdorf in Berlin-Mahlsdorf.

## Filmografie (Auswahl)
- 1958: Die Mutter (Theateraufzeichnung)
- 1960: Immer am Weg dein Gesicht (TV)
- 1960: Fünf Patronenhülsen
- 1961: Steinzeitballade
- 1961: Gewissen in Aufruhr (TV)
- 1961: Der Fall Gleiwitz
- 1961: Professor Mamlock
- 1962: Fernsehpitaval: Auf der Flucht erschossen (Fernsehreihe)
- 1962: Auf der Sonnenseite
- 1962: Die Nacht an der Autobahn (Fernsehfilm)
- 1962: Königskinder
- 1962: Die Jagd nach dem Stiefel
- 1963: Geheimnis der 17
- 1963: Rauhreif (TV)
- 1963: Sonntagsfahrer
- 1963: Jetzt und in der Stunde meines Todes
- 1965: Die Abenteuer des Werner Holt
- 1966: Asse (Sprecher)
- 1966: Die Tage der Commune (Theateraufzeichnung)
- 1967: Der Revolver des Corporals
- 1969: Das siebente Jahr (Regie: Frank Vogel)
- 1969: Sankt Urban (vierteilige Serie)
- 1971: Optimistische Tragödie (TV)
- 1971: Anlauf (Fernsehfilm)
- 1971: Rottenknechte (fünfteiliger TV-Film)
- 1972: Leichensache Zernik
- 1972: Der Staatsanwalt hat das Wort: Der illegale Projektant (TV-Reihe)
- 1972: Die große Reise der Agathe Schweigert
- 1973: Die Taube auf dem Dach
- 1973: Polizeiruf 110: Der Ring mit dem blauen Saphir (TV-Reihe)
- 1973: Rotfuchs (Fernsehfilm)
- 1973: Zement (Fernsehfilm, 2 Teile)
- 1974: Der Staatsanwalt hat das Wort: Schwester Martina
- 1974: Der Untergang der Emma
- 1976: Frau Jenny Treibel (Fernsehfilm)
- 1976: Insel der Silberreiher
- 1977: Der Staatsanwalt hat das Wort: Eine Drachme aus Syrakus
- 1977: Die arge Legende vom gerissenen Galgenstrick (TV-Spielfilm)
- 1977: Polizeiruf 110: Vermißt wird Peter Schnok
- 1977: Zur See (Fernsehserie)
- 1978: Jörg Ratgeb, Maler
- 1978: Scharnhorst (Fernsehmehrteiler)
- 1979: Lachtauben weinen nicht
- 1979: Die Gänsehirtin am Brunnen (TV)
- 1980: Dunkle Sonne (Cerne Slunce)
- 1980: Polizeiruf 110: Der Einzelgänger
- 1980: Polizeiruf 110: Zeugen gesucht
- 1981: Polizeiruf 110: Harmloser Anfang
- 1981: Der Spiegel des großen Magus
- 1981: Chirurgus Johann Paul Schroth
- 1982: Goldgruben (Sprecher)
- 1983: Polizeiruf 110: Die Spur des 13. Apostels
- 1983: Polizeiruf 110: Es ist nicht immer Sonnenschein
- 1984: Front ohne Gnade (Fernsehserie)
- 1984: Polizeiruf 110: Schwere Jahre (1. Teil)
- 1984: Polizeiruf 110: Schwere Jahre (2. Teil)
- 1986: Treffpunkt Flughafen
- 1987: ...und ich dachte, du magst mich
- 1987: Der Staatsanwalt hat das Wort: Teuer Bezahlt
- 1988: Polizeiruf 110: Der Kreuzworträtselfall
- 1989: Polizeiruf 110: Der Wahrheit verpflichtet
- 1990: Polizeiruf 110: Falscher Jasmin
- 1990: Polizeiruf 110: Das Duell
- 1991: Polizeiruf 110: Das Treibhaus
- 1991: Polizeiruf 110: Mit dem Anruf kommt der Tod
- 1991: Luv und Lee (siebenteilige Fernsehserie)
- 1992: Ein Fall für zwei (Fernsehserie, 1 Folge)
- 1992–1995: Marienhof (Fernsehserie)
- 1993: Auf eigene Gefahr (Fernsehserie, 1 Folge)
- 1993: Der Landarzt (Fernsehserie, 3 Folgen)
- 1993: Polizeiruf 110: und tot bist du
- 1993: Polizeiruf 110: Tod im Kraftwerk
- 1995: Polizeiruf 110: Schwelbrand
- 1995: Polizeiruf 110: Bruder Lustig
- 1995: Nikolaikirche
- 1997: Polizeiruf 110: Der Tausch
- 1999: Zwei in einem Boot (Kino)
- 1999: Hans im Glück (Kino)
- 1999: Die Sternbergs – Ärzte, Brüder, Leidenschaften (Fernsehserie, 1 Folge)
- 1999: Das Schloß meines Vaters
- 1999/2004: In aller Freundschaft (Fernsehserie, 2 Folgen)
- 2001: Polizeiruf 110: Kurschatten
- 2002: Wolffs Revier (Fernsehserie, 2 Folgen)
- 2005/2009: SOKO Leipzig (Fernsehserie, 2 Folgen)
- 2007: Meer is nich (Kino)

## Theater (Auswahl)
- 1958: Wsewolod Wischnewski: Optimistische Tragödie – Regie: Manfred Wekwerth/Peter Palitzsch (Berliner Ensemble)
- 1959: Johannes R. Becher: Winterschlacht – Regie: Lothar Bellag (Berliner Ensemble)
- 1960: Bertolt Brecht: Die Dreigroschenoper (Moritatensänger) – Regie: Erich Engel (Berliner Ensemble)
- 1962: Bertolt Brecht: Die Tage der Commune (Varlin) – Regie: Manfred Wekwerth/Joachim Tenschert (Berliner Ensemble)
- 1965: Heinar Kipphardt: In der Sache J. Robert Oppenheimer (Verteidiger) – Regie: Manfred Wekwerth/Joachim Tenschert (Berliner Ensemble)
- 1966: Seán O’Casey: Purpurstaub (Maurer) – Regie: Hans-Georg Simmgen (Berliner Ensemble)
- 1967: Bertolt Brecht: Aufstieg und Fall der Stadt Mahagonny (Heinrich Merg) – Regie: Manfred Karge/Matthias Langhoff (Berliner Ensemble)
- 1969: Bertolt Brecht: Das Manifest (Brechtabend Nr. 5) – Regie: Klaus Erforth/Alexander Stillmark (Berliner Ensemble)
- 1969: Aischylos: Sieben gegen Theben (Bote) – Regie: Manfred Karge/Matthias Langhoff (Berliner Ensemble)
- 1969: Wsewolod Wischnewski: Optimistische Tragödie (Der Heisere) – Regie: Isot Kilian/Klaus Erforth/Alexander Stillmark (Berliner Ensemble)
- 1972: William Shakespeare: Leben und Tod Richard des Dritten (Buckingham) – Regie: Manfred Wekwerth (Deutsches Theater Berlin)
- 1978: Bertolt Brecht: Leben des Galilei (Kardinal Barberini) – Regie: Manfred Wekwerth/Joachim Tenschert (Berliner Ensemble)
- 1978: Benito Wogatzki: Viola vor dem Tor (Jorban) – Regie: Klaus Gendries (Theater im Palast)
- 1988: Maxim Gorki: Wassa Schelesnowa (Prochor Schelesnow) – Regie: Barbara Abend (Theater im Palast)
- 1990: Ljudmila Petruschewskaja: Drei Mädchen in Blau (Nikolai) – Regie: Barbara Abend (Theater im Palast)

## Hörspiele (Auswahl)
- 1963: Bertolt Brecht: Das kleine Mahagonny  – Regie: Manfred Karge (Rundfunk der DDR)
- 1967: Michel Cournot: Die Kinder des Gerichts (Fortins Vater) – Regie: Fritz Göhler (Hörspiel – Rundfunk der DDR)
- 1968: Nikolai Dubow: Der Junge am Meer (Iwan) – Regie: Manfred Täubert (Kinderhörspiel – Rundfunk der DDR)
- 1968: Gerhard Rentzsch: Am Brunnen vor dem Tore (Mohnhaupt) – Regie: Hans Knötzsch (Hörspiel – Rundfunk der DDR)
- 1968: Michail Schatrow: Bolschewiki – Regie: Wolf-Dieter Panse (Hörspiel – Rundfunk der DDR)
- 1969: Wolfgang Kohlhaase: Fragen an ein Photo – Regie: Helmut Hellstorff (Rundfunk der DDR)
- 1969: Friedrich Schiller: Die Verschwörung des Fiesco zu Genua (Verrina) – Regie: Peter Groeger (Hörspiel – Rundfunk der DDR)
- 1969: Karl-Heinrich Bonn/Maria Bonn: Die Reise nach K. – Regie: Wolfgang Brunecker (Hörspiel – Rundfunk der DDR)
- 1970: Will Lipatow: Viktoria und die Fischer (Brigadier) – Regie: Theodor Popp (Hörspiel – Rundfunk der DDR)
- 1970: Arne Leonhardt: Unser stiller Mann (Müller) – Regie: Werner Grunow (Rundfunk der DDR)
- 1971: Bertolt Brecht: Die Tage der Commune (Varlin) – Regie: Manfred Wekwerth/Joachim Tenschert (Hörspiel – Litera)
- 1971: Jürgen Beidokat: Drei Kapitel über eine Meuterei (William Bligh) – Regie: Werner Grunow (Hörspiel – Rundfunk der DDR)
- 1973: Otto Marquardt: Chile im September (Huertas) – Regie: Horst Liepach (Hörspiel – Rundfunk der DDR)
- 1973: Bertolt Brecht: Leben des Galilei  – Regie: Fritz Göhler (Hörspiel – Rundfunk der DDR)
- 1974: Wolfgang Müller: Die Spur des Helfried Pappelmann (Obermeister) – Regie: Wolfgang Schonendorf (Rundfunk der DDR)
- 1974: Brüder Grimm: Die kluge Bauerntochter (Ochsenbauer) – Regie: Dieter Scharfenberg (Kinderhörspiel – Litera)
- 1975: Erich Loest: Dienstfahrt eines Lektors (Sodtbaum) – Regie: Horst Liepach (Rundfunk der DDR)
- 1976: Lia Pirskawetz: Das Haus am Park (Hubert) – Regie: Barbara Plensat (Hörspiel – Rundfunk der DDR)
- 1978: Hans Siebe: Sommer in Kriebusch (Schottke) – Regie: Fritz-Ernst Fechner (Hörspiel – Rundfunk der DDR)
- 1984: Walter Stranka: Khalid und die Königin von Saba (Ussame) – Regie: Manfred Täubert (Kinderhörspiel – Rundfunk der DDR)
- 1988: Hans Siebe: Porzellan (Richard Straube, Großvater) – Regie: Achim Scholz (Kriminalhörspiel – Rundfunk der DDR)
- 1991: Alexander Wolkow: Der Zauberer der Smaragdenstadt (Lestar, Schmied) – Regie: Dieter Scharfenberg (Hörspiel – LITERA junior)
- 1991: Alexander Wolkow: Urfin und seine Holzsoldaten (Lestar, Schmied) – Regie: Dieter Scharfenberg (Hörspiel – LITERA junior)